# Schoenomyza lispina
Schoenomyza lispina är en tvåvingeart som först beskrevs av Thomson 1869.  Schoenomyza lispina ingår i släktet Schoenomyza och familjen husflugor. Inga underarter finns listade i Catalogue of Life.